# Leptotyphlops fuliginosus
Leptotyphlops fuliginosus är en kräldjursart som beskrevs av  Paulo Passos CARAMASCHI och PINTO 2006. Leptotyphlops fuliginosus ingår i släktet Leptotyphlops och familjen Leptotyphlopidae. Inga underarter finns listade i Catalogue of Life.